# Anders Fogh Rasmussen
Anders Fogh Rasmussen (26. siječnja 1953.) danski političar i bivši glavni tajnik NATO-a. Od 27. studenog 2001. do 5. travnja 2009. je obnašao dužnost danskog premijera. Na mjestu premijera naslijedio ga je Lars Løkke Rasmussen. Bio je vođa Liberalne stranke i koalicije desnog centra u kojoj su njegova (Liberalna stranka) i konzervativna Narodna stranka.